# Rick Gates
Richard W. Gates III (Fort Lee (Virginia), 27 de abril de 1972) es un consultor político y cabildero estadounidense. Es un asociado de negocios de Paul Manafort desde hace mucho tiempo y se desempeñó como segundo a Manafort cuando este último fue gerente de campaña de la campaña presidencial de Donald Trump de 2016. Gates y Manafort fueron acusados en octubre de 2017 por cargos relacionados con su trabajo de consultoría con figuras políticas en Ucrania.

## Primeros años y educación
Gates es hijo de Richard W. Gates Jr., un teniente coronel retirado del ejército de los Estados Unidos que es fundador y director ejecutivo de Gates Group International, una firma de gestión y tecnología de la información con sede en el condado de Prince George, Virginia. Cuando era niño, Gates vivió en múltiples instalaciones del ejército de los Estados Unidos en los Estados Unidos y en el extranjero. Es un graduado de 1994 del College of William and Mary con un título en gobierno. Más tarde obtuvo una maestría en política pública de la Universidad George Washington.

## Carrera
Al principio de su carrera, Gates fue pasante en la firma consultora de Washington, D. C. Black, Manafort, Stone and Kelly. Allí trabajó con el cabildero republicano y eventualmente trabajó para él y Manafort en 2006 en su nueva firma consultora Davis Manafort, con una oficina en Kiev, Ucrania. Entre los clientes con los que Gates trabajó estaban el presidente ucraniano Víktor Yanukóvich y el oligarca ruso Oleg Deripaska, asumiendo el control de este trabajo cuando Davis abandonó la empresa en 2008 para trabajar en la campaña presidencial de John McCain. Juntos, fueron fundamentales para la intermediación de una reunión entre McCain y Deripaska en 2006.
En junio de 2016, Donald Trump contrató a Manafort para administrar su campaña para presidente, y Gates se fue a trabajar para Manafort. Gates manejó las actividades cotidianas de la campaña. Asumió la responsabilidad del aparente plagio durante el discurso de Melania Trump en la Convención Nacional Republicana de 2016. Gates se quedó con la campaña después de que Manafort fuera expulsado, y luego se puso a trabajar como recaudador de fondos para el Comité Nacional Republicano y el comité de la investidura presidencial de Trump. Luego ayudó a formar un grupo pro-Trump sin fines de lucro llamado America First Policies, pero fue removido de la organización debido a su participación en las empresas en el extranjero de Manafort.

## Acusación y arresto
El 27 de octubre de 2017, Gates y Manafort fueron acusados formalmente por un gran jurado federal como parte de la investigación del fiscal especial sobre las acusaciones de interferencia rusa en las elecciones presidenciales de Estados Unidos de 2016 y asuntos relacionados. La acusación de doce cargos acusa a los dos hombres de conspiración contra los Estados Unidos, hacer declaraciones falsas, lavado de dinero y no registrarse como agentes extranjeros para Ucrania según lo exige la ley. Los cargos surgen de su trabajo de consultoría para un gobierno prorruso en Ucrania y no están relacionados con la campaña de Trump.
Manafort y Gates se pusieron a disposición del FBI el 30 de octubre de 2017, y en una audiencia en la corte ambos presentaron su declaración de inocencia.
Mientras esperaba el juicio, Manafort fue liberado bajo una fianza de $ 10 millones y Gates fue liberado bajo una fianza de 5 millones de dólares. Los fiscales los describieron como riesgos de vuelo y, como condición de la libertad provisional, ambos entregaron sus pasaportes y fueron colocados bajo arresto domiciliario.